# 香港鹰爪花
香港鹰爪花（学名：Artabotrys hongkongensis）为番荔枝科鹰爪花属的攀緣植物。分布于越南以及中国大陆的湖南、广西、云南、贵州、广东以及香港(跑馬地、柏架山、大嶼山、林村、元朗、粉嶺、上水等)，生长于海拔300米至1,500米的地区，常生长在山地密林下及山谷荫湿处，目前尚未由人工引种栽培。
香港鷹爪花的模式標本於1853年在香港島歌賦山採集。

## 别名
港鹰爪（中国植物学杂志）；香港鹰爪（海南植物志）；野鹰爪藤（广西上思）